# Башанта (аул)
Башанта́ — аул в составе Арзгирского района (муниципального округа) Ставропольского края России.

## География
Расстояние до краевого центра: 168 км.
Расстояние до районного центра: 15 км.

## История
Аул основан в 1869 году.
В 1870-м упразднён образованный недалеко от озера Довсун на речке Чограй аул Чограй — Старая Башанта. Он был сожжён калмыками за угон у них туркменами во время авламыка (набега) большого количества овец. Туркмены-соинаджи из Чограя ушли в аул Верхний Озек-Суат и составили его соинджийское население. Човдыры и часть игдыр откочевали из сожжённого аула к Летней Ставке и образовали впоследствии поселения Айгур в 1879 году и Едисан-Гора в 1884 году. Другая часть игдыр приняла участие в основании в 1889 году аула Эдильбай (современное название Эдельбай) в Кондрашкиной балке. Через год из эдильбайцев выделилась группа хозяйств, поселившаяся в верховьях речки Чограй в ауле Башанта.
В 1904 году в ауле было образовано одноклассное училище министерства народного образования.
В 1930 году в Башанте организован колхоз им. Тельмана (в 1950 году влился в колхоз «17 партсъезда»).
В советское время село Башанта в административном отношении входило в состав Туркменского района Северо-Кавказского края (с 1937 года — Орджоникидзевского края, с 1943 года — Ставропольского края); в 1941 году оно было включено в состав Арзгирского района.
На 1 марта 1966 года аул числился в составе Арзгирского сельсовета с центром в селе Арзгир:8.
До 16 марта 2020 года аул входил в упразднённый Арзгирский сельсовет.

## Население
| 1896 | 1902 | 1903 | 1907 | 1925 | 1926 | 1989 |
| ---- | ---- | ---- | ---- | ---- | ---- | ---- |
| 840  | ↗998 | ↘447 | ↗840 | ↘670 | ↘450 | ↘399 |
| 2002 | 2010 | 2014 |      |      |      |      |
| ↗415 | ↘397 | ↗400 |      |      |      |      |

По данным переписи 2002 года в национальной структуре населения преобладают туркмены (93 %).

## Инфраструктура
- Дом культуры
- Фельдшерско-акушерский пункт[17]
- Улицы: Дружбы, Махтум-Кули, Морозова, Оджаева, Спортивная
- Вероисповедальное кладбище аула Башанта (общая площадь 50 000 м²)[18]

## Образование
- Детский сад № 3
- Основная общеобразовательная школа № 11. Открыта в августе 1988 года как Башантинская восьмилетняя школа[3].

## Связь и телекоммуникации
В 2016 году в ауле введена в эксплуатацию точка доступа к сети Интернет (передача данных осуществляется посредством волоконно-оптической линии связи).